# Belflou
Belflou ist eine französische Gemeinde mit 111 Einwohnern (Stand: 1. Januar 2022) im Département Aude in der Region Okzitanien (vor 2016 Languedoc-Roussillon). Sie gehört zum Arrondissement Carcassonne, zum Kanton La Piège au Razès und zum Gemeindeverband Castelnaudary Lauragais Audois. Die Einwohner werden Belflonais genannt.

## Geografie
Belflou liegt etwa 40 Kilometer westnordwestlich von Carcassonne in der Landschaft Lauragais an der Grenze zum Département Haute-Garonne. Die Ganguise wird hier zum Lac de la Ganguise aufgestaut. Die Nachbargemeinden von Belflou sind Gourvieille im Norden, Baraigne im Nordosten und Osten, Molleville im Osten und Südosten, Salles-sur-l’Hers im Süden und Südwesten sowie Saint-Michel-de-Lanès im Westen und Nordwesten.

## Bevölkerungsentwicklung
| Jahr                       | 1962 | 1968 | 1975 | 1982 | 1990 | 1999 | 2006 | 2019 |
| Einwohner                  | 130  | 123  | 101  | 84   | 85   | 80   | 100  | 118  |
| Quellen: Cassini und INSEE |      |      |      |      |      |      |      |      |

## Sehenswürdigkeiten
- Kirche Saint-Pierre-ès-Liens
- Schloss La Barthe, Monument historique
- Burg Belflou aus dem 13. Jahrhundert mit Kapelle

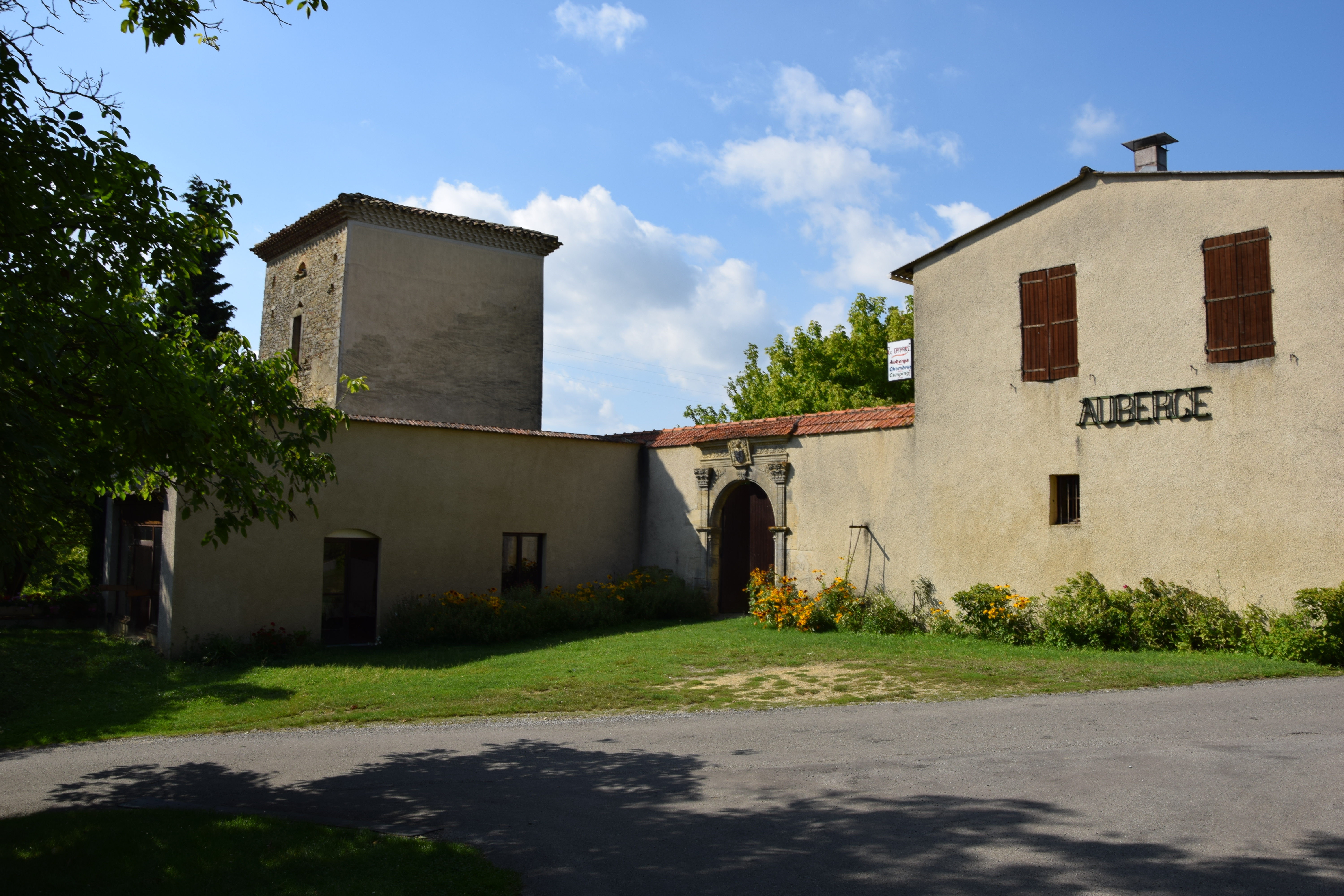
Schloss La Barthe
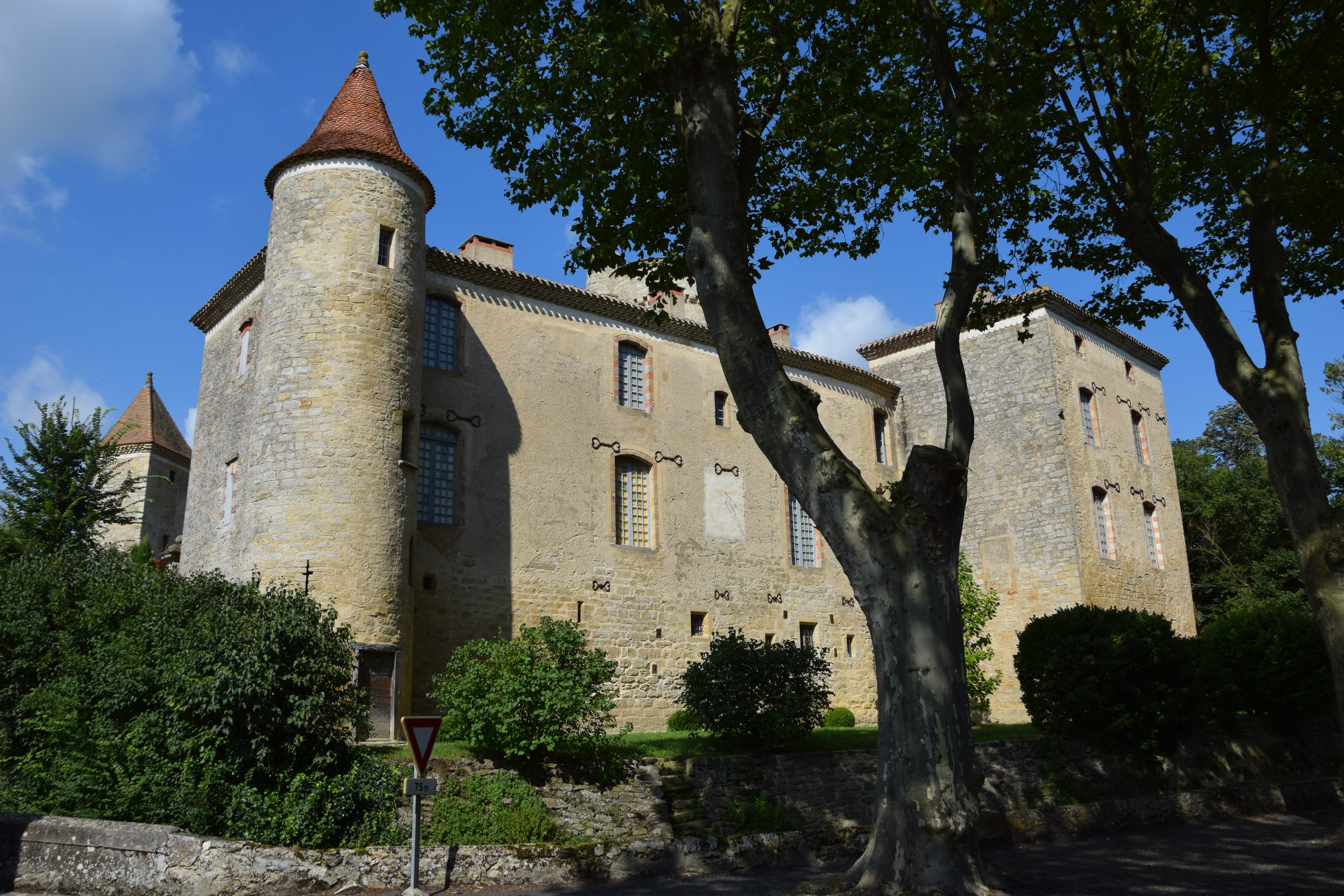
Burg Belflou